# Anne Lonnberg
Anne Lonnberg (* 17. Februar 1948 in Berkeley, Kalifornien) ist eine US-amerikanische Schauspielerin mit schwedischen Wurzeln.

## Filmografie (Auswahl)
- 1965: To nisi tis Afroditis
- 1968: Girls in the Sun
- 1972: Julia von Mogador (Les gens de Mogador; Fernsehserie, 1 Folge)
- 1975: Die letzte Nacht des Boris Gruschenko (Love and Death)
- 1976: Kommissar Moulin (Commissaire Moulin; Fernsehserie, 1 Folge)
- 1979: Moonraker – Streng geheim (Moonraker)
- 1988: Die unerträgliche Leichtigkeit des Seins (The Unbearable Lightness of Being)